# Southold

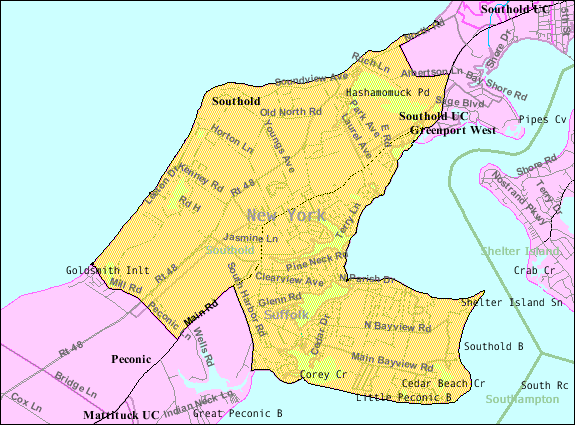
Southold, carte de la ville

Southold est une ville et un census-designated place (CDP) du comté de Suffolk, située sur l'île de Long Island, dans l'État de New York, aux États-Unis.

## Géographie

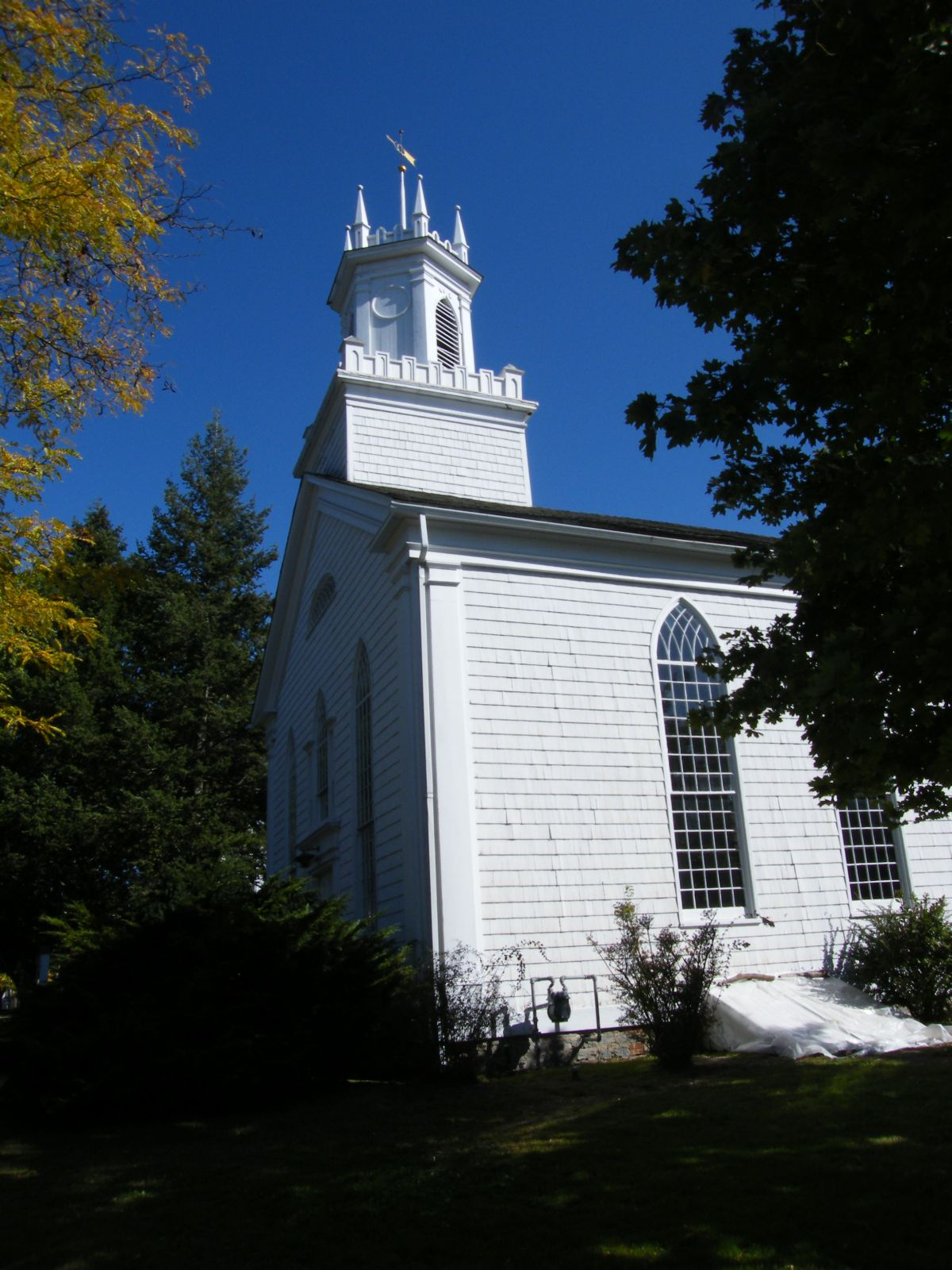
Southold, l'église universaliste

Située dans la pointe nord-est du comté, sur la fourche nord de l'île de Long Island, Southold est l'une des dix villes du comté. Sa population était de 21 968 habitants au recensement de 2010.